# Reilhac (Lot)
Reilhac település Franciaországban, Lot megyében. Lakosainak száma 173 fő (2022. január 1.). Reilhac Gramat, Le Bastit, Durbans, Flaujac-Gare, Issendolus és Lunegarde községekkel határos.

## Népesség
A település népessége az elmúlt években az alábbi módon változott:
| Lakosok száma | 102  | 99   | 115  | 163  | 183  | 180  | 172  | 172  | 170  | 173  |
|               | 1968 | 1982 | 1990 | 2006 | 2013 | 2015 | 2017 | 2019 | 2020 | 2022 |